# Peawanuck Airport
Peawanuck Airport är en flygplats i Kanada.   Den ligger i provinsen Ontario, i den östra delen av landet, 1 300 km nordväst om huvudstaden Ottawa. Peawanuck Airport ligger 49 meter över havet.
Terrängen runt Peawanuck Airport är platt. Trakten runt Peawanuck Airport är nära nog obefolkad, med mindre än två invånare per kvadratkilometer..
Omgivningarna runt Peawanuck Airport är i huvudsak ett öppet busklandskap.